# Соколянская, Ксения Александровна
Ксения Александровна Соколя́нская (род. 11 марта 1987, Москва) — российская телеведущая, журналистка, ведущая новостей на телеканале «Настоящее время».

## Биография
Родилась в Москве. В 2009 году окончила факультет журналистики Московского государственного университета.
С 2009 по 2011 год Соколянская работала на интернет-канале «Russia.ru», где вела программы «Кинопремьеры» и «Звёздное интервью». С сентября 2011 по ноябрь 2017 года работала на телеканале «Москва 24» ведущей новостного эфира (до 30 июня 2014 года), а также программ «Мегаполис», «Москва 24/7», «Стиль жизни» (2011—2015), «Рулевые игры» (2015—2017).
В сентябре 2013 года Соколянская приняла участие в конкурсе «Женщина года-2013» (от журнала Glamour) в номинации «Лучшая телеведущая». Её конкурентками стали Яна Чурикова, Вера Брежнева, Дарья Спиридонова, Марина Ким.
В октябре 2013 года пронесла Олимпийский огонь по Ломоносовскому проспекту Москвы.
7 ноября 2013 г. Ксения Соколянская стала лауреатом премии «Золотой луч» в номинации «Лучший ведущий года».
С 12 сентября по 24 ноября 2016 года, параллельно с работой на «Москве 24», была одной из ведущих утреннего шоу «Завтрак включён» на радиостанции «Серебряный дождь».
С 15 февраля 2018 года ведёт новости на телеканале «Настоящее время».

## Семья и личная жизнь
Мать — Екатерина Александровна Болотова, старший научный сотрудник кафедры телевидения и радиовещания факультета журналистики МГУ, кандидат искусствоведения. Екатерина Александровна издала 32 статьи и две книги.
Замужем. Муж — Алексей Алексеевич Докучаев, член Академии Российского телевидения, издатель. 22.10.2022 года внесен в реестр иноагентов